# 薛虎子
薛虎子（441年—491年），《北史》因为李虎避讳改作薛彪子、薛豹子，代郡人，南北朝北魏官员、军事人物。
他是薛野䐗的儿子，十三岁时进入宫中，担任魏文成帝的近侍。太安年间，转任内行长，负责掌管各部门的奏章事务。天安元年（466年），文明太后临朝听政时，薛虎子以枋头镇将的身份外任。由于他性格刚直，遭到魏献文帝近臣的憎恶，因小过失被贬为镇门士。献文帝南巡时，在山阳住宿，薛虎子向皇帝哭诉申诉，得以重新担任枋头镇将。承明元年（476年），他被任命为平南将军、相州刺史，但因献文帝去世，未能赴任。太和二年（478年），他继承了父亲的河东公爵位。太和三年（479年），他与三位将军率兵进军寿春，与刘昶一同攻打南朝齐。太和四年（480年），徐州的桓和等人叛魏，驻扎在五固。薛虎子担任南征都副将，与尉元等人一同镇压了这场叛乱，之后担任彭城镇将。后来，他又被任命为开府、徐州刺史。沛郡太守邵安、下邳郡太守张攀等人因害怕贪污行为被揭发，便捏造薛虎子与南朝通敌的罪名进行诬告。但魏孝文帝信任薛虎子，没有受理这起告发。太和十五年（491年），薛虎子去世，享年五十一岁。朝廷追赠他为散骑常侍、镇南将军、相州刺史，谥号文。

## 诸子
有子六人：
- 薛世遵（官至河東侯、秦州刺史、左将軍）
- 薛曇慶（官至員外散騎常侍、尚書郎）
- 薛曇宝（官至侍御中散、直閤将軍、太子步兵校尉，龍驤将軍、南道大使）
- 薛曇尚
- 薛琡（字曇珍）